# Hernán Somavía Asquet
Hernán Somavía Asquet (Valparaíso, 24 de enero de 1899 - ibídem, 14 de septiembre de 1968) fue un ingeniero comercial y político conservador chileno. Se casó en 1928 con Olga Dittborn Torres.

## Actividades profesionales
Educado en el Colegio de los Sagrados Corazones de Valparaíso y en la Facultad de Ingeniería de la Universidad de Chile, en Santiago, donde se graduó de ingeniero comercial (1927).
Ejerció su profesión cortamente. Fue corredor de la Bolsa de Valores de Valparaíso (1931-1936) y consejero del Banco de Valparaíso. Además fue consejero de la Cooperativa Vitalicia (1946).
Siguió su carrera en 1952, al inaugurar en Valparaíso una oficina de contabilidad y se volcó a las labores comerciales nuevamente, actividad que desarrolló hasta jubilar en 1963.

## Actividades políticas
Militante del Partido Conservador, fue elegido diputado por la 6.ª agrupación departamental de Valparaíso, Casablanca, Quillota y Limache (1937-1941), integró la comisión permanente de Relaciones Exteriores.
Reelecto diputado por la misma agrupación departamental (1941-1945), en esta oportunidad formó parte de la comisión permanente de Defensa nacional y la de Industrias.